# 年结错
年结错是一个位于中国青海省玉树县的湖泊，面积约为14平方千米。